# Leon Dyczewski
Leon Tadeusz Dyczewski (ur. 28 października 1936 w Małopolu, zm. 16 lutego 2016 w Łodzi) – polski duchowny katolicki, franciszkanin, filozof i socjolog. 

## Życiorys
W latach 1956–1962 studiował filozofię i teologię we franciszkańskich seminariach kolejno w Łodzi, a następnie w Krakowie. 8 lipca 1962 roku przyjął święcenia kapłańskie. W latach 1963–66 studiował filozofię na KUL-u. W 1974 roku uzyskał doktorat z filozofii, w 1981 – habilitację z socjologii, natomiast w 1994 – profesurę. Od 1984 roku był kierownikiem Katedry Socjologii Kultury KUL. Inicjator i wykładowca Instytutu Dziennikakarstwa i Komunikacji Społecznej KUL. Współzałożyciel Akademii Społecznej. W latach 1966–1987 był stałym wykładowcą w Wyższym Seminarium Ojców Franciszkanów w Łodzi. Był członkiem wielu towarzystw naukowych, m.in. Towarzystwa Naukowego KUL. Był autorem 43 książek i setek artykułów. Wypromował 27 doktorów. Zmarł 16 lutego 2016, a jego uroczystości pogrzebowe odbyły się 22 lutego 2016 w Sanktuarium Św. Antoniego z Padwy w Łodzi przy ulicy Okólnej 185. Pochowany na cmentarzu w Łodzi – Łagiewnikach.

## Wyróżnienia
- 2000 – Krzyż Kawalerski Orderu Odrodzenia Polski
- 2001 – Odznaka Zasłużony Działacz Kultury
- 2005 – Odznaka honorowa „Zasłużony dla Kultury Polskiej”
- 2006 – Srebrny Medal „Zasłużony Kulturze Gloria Artis”
- 2007 – Medal im. Wacława Szuberta
- 2008 – Krzyż Oficerski Orderu Odrodzenia Polski